# Николай Парава
 Николай Парава из Любина (ум. 6/8 сентября 1450) — польский шляхтич герба Огоньчик (Повала) XV века. Староста галицкий с 1443 года.

## Биография
Первый представитель польского дворянского рода (гнездом рода был Любин, Добжинская земля), прибывший в Русь. Возможно, младший брат Анджея из Любина — подскарбия коронного, старосты и подкомория добжинского, способствовавшего его появлению на королевском дворе и получению должности королевского постельного. Перед этим, возможно, рыцарь короля Владислава Ягелло, от которого получил записи:
- 1431 год — Рогатин, владельцем или заседателем которого до этого был Богдан Рогатинский
- 1432 год — 200 гривен на Янчине и 5-ти селах Львовского повета (Бачев, Стратин, Кореличи, Матиев, Жендовичи (пол. Żędowice), иногда Жидовичи[1])
- 1433 год — 200 гривен на рогатинских имениях (Рогатин, 2 пригорода и 9 сел Галицкого повета, в частности, Бабинцах, Вербиловцах, Потоке, Черчу, Старом Рогатине, Руде, Дибринове, Подвинни, Чесниках, Путятинцях и Насташине
- 1434 год — 50 гривен в селе Путятинцы.

В 1449 году Николай из Княгиничей и Дедилова, средний сын Петра Влодковича, с согласия братьев продал ему за 500 гривен Толстое.
Упомянутый галицким и рогатинским старостой в документе, изданном в Коломыи Яном из Чижова — краковским каштеляном, старостой, наместником короля — для коломыйского, снятынского старосты Михала «Мужила» Бучацкого. Поместья в Рогатине получил в 1431 году как конфискованные от Богдана Рогатинского, который в этом году перешел на сторону князя Свидригайло. 16 мая 1440 года польский король Владислав III Варненчик своей привилегией, выданной в Буде, разрешил, чтобы шляхтич-придворный Николай Парава выкупил у русского воеводы Петра Одровонжа Галицкое староство (город, замок, 11 сел) с Калушской жупой, также земли и новые.
Погиб 6 (или 8 сентября) 1450 года вместе с Петром Одровонжем и сыном галицкого старосты Михала Бучацкого Михалом в бою под «Красным полем» (по другим данным — возле городка Красное, теперь село Мурованокуриловецкого района) во время войны против молдавского господаря Богдана II.
Его огромное наследие (несколько десятков сел во Львовском, Галицком, Теребовельском поветах) получил в «заседание» его родственник, Станислав из Ходча — крушвичский староста, который в 1446 году в источниках был упомянут владельцем имения Хлопы под Комарно.
Тесть — подольский наместник и львовский староста Петр Влодкович из Харбиновичей, жена Анна. Сведения о детях отсутствуют. Наследниками были: брат, староста галицкий Якуб Парава, сестра или кузина Ядвига из Любина, Станислав из Ходча.